# Wyolestes
Wyolestes is een geslacht van  uitgestorven zoogdieren die tijdens het Eoceen in Noord-Amerika leefden.

## Fossiele vondsten
Fossielen van Wyolestes dateren uit het Vroeg-Eoceen en zijn gevonden in de Willwood-formatie (W. apheles) en Wasatch-formatie (W. dioctes) in Wyoming en in Baja California (W. iglesius).

## Verwantschap
Het beperkte fossiele materiaal van Wyolestes gaf lang onvoldoende duidelijkheid over de verwantschap met andere zoogdieren. Verwantschap met de Didymoconidae, een familie van Aziatische zoogdieren uit het Paleogeen, werd wel gesuggereerd. morfologische en fylogenische analyse van een nieuw fossiel van W. apheles, bestaande uit een gedeeltelijk skelet met vrijwel complete schedel, werd in 2022 gepresenteerd en dit onderzoek gaf meer inzicht in de verwantschap van Wyolestes. Het dier lijkt verwant aan de Carnivora en Hyaenodontidae en dus te behoren tot de Pan-Carnivora.

## Kenmerken
Wyolestes had een lange, smalle schedel. Het skelet vertoont enkele aanpassingen om te graven. De lichaamsbouw past bij een op de grond levend dier en is vergelijkbaar met dat van enkele vroege hyaenodonten, in het bijzonder de bouw van het voetwortelbeen.